# Réserve nationale de chasse et de faune sauvage d'Orlu
 (août 2021).
La réserve nationale de chasse et de faune sauvage d’Orlu est située dans les Pyrénées Ariégeoises, près d’Ax-les-Thermes, en région Occitanie et couvre un territoire d’environ 4 250 hectares de haute montagne (entre 950 et 2 765 m d’altitude). Cette réserve, gérée par l’Office français de la biodiversité (OFB), abrite et protège un ensemble d’habitats et d’espèces caractéristiques du massif pyrénéen.
La réserve est également une zone d’études et de recherche scientifique, notamment de la faune sauvage de montagne, et plus particulièrement l’Isard (Rupicapra pyreneica pyreneica) et le Grand tétras (sous-espèce Tetrao urogallus aquitanicus). Avec un partenaire communal, l'Observatoire de la montagne, l'OFB réalise par ailleurs des actions de conservation et d'éducation à l'environnement sur cette réserve.

## Histoire

### Évolution historique de l’occupation du sol de la réserve
Au cours du XIXe et XXIe siècles, la réserve, à l’image d’autres secteurs dans les Pyrénées, a connu de profonds bouleversements de ses paysages, liés à l’intensification de la métallurgie et du charbonnage ainsi qu’une forte augmentation de la pression pastorale. La composition des forêts s’est, au fil du temps, modifiée pour aboutir, au début du XIXe siècle à la disparition des résineux d’altitude au profit des hêtraies régulières, associées à de vastes pâturages. Au début du XXe siècle, l’exploitation forestière a quasiment cessé et la pression pastorale a diminué, conduisant à la fermeture progressive des milieux entre 1914 et 1960. Actuellement, à l’étage montagnard, les peuplements sont principalement des futaies régulières de hêtres sur souches vieillies.

### Création de la réserve
En 1943, un propriétaire particulier, Maurice Burrus, crée une réserve privée de chasse de 3 700 ha. En novembre 1964, cette réserve de chasse passe en Réserve nationale de chasse dite « Réserve de Burrus » d’une superficie de 4 386 ha, par arrêté du Ministère de l’Agriculture. En 1974, le Syndicat Intercommunal forestier et pastoral d’Orlu et d’Orgeix (SIFPOO) rachète les terrains. En mars 1981, la réserve prend le titre de « Réserve nationale de chasse d’Orlu ». Elle a alors pour but essentiel de protéger le gibier de montagne et plus particulièrement l’Isard et le Grand tétras. En 1996, par un arrêté préfectoral, la réserve passe en « Réserve de Chasse et de Faune sauvage ». En 1998, pour son intérêt patrimonial, elle se constitue, par un arrêté ministériel, en « Réserve nationale de chasse et de faune Sauvage ». Les principales missions de la réserve, déterminées par cet arrêté, sont la protection de la faune sauvage, la recherche scientifique, la production d’animaux à des fins de repeuplement, la formation d’étudiants, scolaires et l’information du public, la formation de chasseurs.

### Gestionnaires
En 1964, la réserve privée est louée au Conseil supérieur de la chasse, qui devient en 1975 l'Office national de la chasse. En 2002, la gestion de la réserve passe à la délégation régionale Midi-Pyrénées de l’Office national de la chasse et de la faune sauvage (ONCFS), qui devient le 1er janvier 2020 l’Office français de la biodiversité

### Quelques dates importantes
- 1958 : Introduction de la Marmottes des Alpes dans la réserve
- 1984 : Première année du marquage d’Isards
- 1995 : Premières prospections Grand Tétras
- 1997 : Première observation d’une aire de nidification du Gypaète barbu sur la réserve
- 1998 : Premiers indices de colonisation du cerf dans la réserve
- 1999 : Première observation de l’Ours brun
- 2001 : Première observation du Loup gris sur la réserve

## Contexte géographique

### Localisation
La Réserve nationale de chasse et de faune sauvage d’Orlu est située sur la commune d’Orlu (09110), petit village de 200 habitants, à proximité d’Ax-les-Thermes, en Ariège. Elle est en périphérie directe du Parc naturel régional des Pyrénées catalanes.

### Géologie
L’ensemble de la Réserve se situe sur la partie nord de la zone primaire axiale des Pyrénées. Trois types de terrains sont présents :
Des roches métamorphiques : les plus fréquemment rencontrées sont des granites, des schistes, des micaschistes, des gneiss et des migmatites. Des roches primaires sédentaires non métamorphisées. Une bande centrale composée de calcaires traverse la réserve d’Est en Ouest (du lac de Naguilhes jusqu’au col de Terrès), c’est la faille calcaire de Mérens : elle est constituée essentiellement de calcaires cipolins de l’Ordovicien (de 500 à 435 millions d’années), du Silurien (de 435 à 410 millions d’années), et du Dévonien (de 410 à 360 millions d’années). Des roches volcaniques : elles sont surtout présentes dans la partie nord-ouest de la réserve, au nord de Paraou, sous forme de diorites et de gabbros.
Sur le plan minéralogique, on peut trouver du fer oxydé à Mourtès, Gaudu, Pinet et du fer magnétique au pic des Lauses. Par ailleurs, il existe de nombreux filons de quartz fortement aurifères : celui de Baxouillade fût exploité depuis l’époque romaine et quelques vestiges subsistent encore sur le terrain.

### Relief
La réserve présente un relief marqué. Elle est composée d’une grande vallée centrale encaissée, la vallée de l’Oriège, dans laquelle débouchent plusieurs vallons suspendus escarpés. La morphologie actuelle du paysage résulte de l’action ancienne de la dernière période glaciaire (Würm, - 18 000 ans) : cette vallée étant d’abord occupée, à l’époque, par le glacier de l’Oriège, modeste affluent du grand glacier de l’Ariège. A cela s’ajoute une forte influence du réseau hydrologique.

#### Hydrologie de surface
Le paysage de la réserve est fortement modelé par le réseau hydrologie. La réserve correspond à la partie amont de la vallée de l’Oriège, qui prend sa source au lieu-dit de la Fontaine de l’étang Faury à 2 450 mètres d’altitude. Ce petit ruisseau alimente ensuite l’étang de Faury (2 290 m) puis disparaît dans des éboulis granitiques avant de se jeter dans les étangs d’En Beys (1 950m). Après avoir reçue de multiples petits torrents descendant de Mourtès et de Baxouillade, l’Oriège débouche ensuite aux Forges d’Orlu (912 m) avant de rejoindre l’Ariège au niveau d’Ax-les-Thermes.

#### Hydrologie souterraine
Il existe peu de données sur l’hydrographie souterraine de la réserve.
D’après la Directive Cadre sur l’Eau, les masses d’eaux souterraines (MESO) sont définies par des limites stables et durables, liées à la géologie et l’hydrogéologie. Une masse d'eau souterraine est un volume distinct d'eau souterraine à l'intérieur d'un ou de plusieurs aquifères.
La réserve est sur une masse d’eau souterraine composite propre aux zones de montagne.

#### Ouvrages hydrauliques sur la réserve
Du fait des pentes abruptes et des fortes quantités d’eau, EDF a réalisé au sein même de la réserve de nombreux aménagements hydroélectriques (2 prises d’eau, 2 barrages, 3 conduites) afin de produire et de distribuer d’importantes quantités d’électricité. Les prises d’eau de Mourtès, de la Coumette et le barrage d’En Beys se situent intégralement dans la zone de la réserve, le barrage de Naguilles, quant à lui, est seulement limitrophe. Ces aménagements hydroélectriques impliquent l’existence de débits réservés pour le réseau hydrographique de la Réserve d’Orlu, permettant de garantir les conditions nécessaires à la continuité écologique.

### Climat
La réserve est soumise à un climat montagnard à influence océanique sur sa partie basse. En effet, l’orientation Nord-Ouest/Sud-Est de la vallée de l’Oriège favorise la pénétration des vents humides venant de l’Atlantique. Plus en amont, la vallée change d’orientation (Nord-Est/Sud-Ouest) et le climat devient un « climat océanique d’abris » qui se traduit par une relative sécheresse, des précipitations de saison froid moins abondantes et un régime thermique légèrement plus contrasté. Située à la frontière des Pyrénées-Orientales, la réserve est aussi plus arrosée que les chaînons montagneux situés plus à l’est, qui subissent une influence méditerranéenne.
Les données météorologiques disponibles sur la période 1984-2011 concernant Ascou, montrent des précipitations régulières avec une sècheresse estivale peu marquée.
La température annuelle est de 8 °C sur les secteurs bas de la réserve et elle devient négative au-dessus de 2500 mètres d'altitude. Les précipitations connaissent peu de fluctuations durant l'année (moyenne de 1200 mm/an). Cependant, la pluviométrie est plus forte en altitude et peut atteindre 2500 mm/an sur les secteurs de plus de 2000 mètres. La présence régulière du brouillard à l’étage montagnard entraine une hygrométrie plus élevée à cette altitude. L’enneigement sur la réserve est très variable d’une année sur l’autre mais peut aller jusqu’à 6 mois.

### Risques naturels
Sur la réserve, les risques naturels sont caractéristiques des zones de haute-montagne.
Les couloirs d’avalanches : nombreux, ils découpent la plupart des reliefs sur l’ensemble du territoire de la réserve. Les risques sont maximums au cœur de l’hiver (avalanches de poudre) ainsi qu’au printemps lorsque la neige perd de sa cohésion (avalanches de fonte ou avalanches de plaque).
Le risque de crues torrentielles : il existe sur le Rec de Terrès, le Rec de l’Orri Vieil et le Rec de Brasseil. Ces risques sont principalement importants aux mois de mars et d’avril lorsque la fonte des neiges vient grossir les torrents de la réserve.
Des chutes de blocs et des glissements de terrain : plus ou moins importants, ils peuvent se produire tout au long de l’année et en tout point de la réserve.

## Patrimoine naturel

### Habitats et paysages
La diversité climatique, géologique et morphologique de la réserve, couplée à l’utilisation par l’homme du territoire, induit une grande variété de paysages.
Façonnés par l’élevage et l’exploitation forestière, ces paysages sont de nos jours soumis au phénomène de déprise agricole.
Quatre grands types de paysages peuvent être identifiés sur la réserve (ONF, 2010). Le fond de la vallée : anciennes prairies de fauche maintenant abandonnées, se fermant progressivement. L’étage montagnard (entre 800 et 1 500-1 600 m d’altitude) : composé de forêts où la hêtraie pure est très présente, car favorisée par le type d’exploitation forestière du XIXe siècle. En limite supérieure, la hêtraie est graduellement remplacée par le bouleau puis par les landes (Callune, Genet, Myrtille). L’étage subalpin (entre 1 600 m et 2 300 m d’altitude) : étage des estives où depuis plusieurs siècles, le bétail (essentiellement ovins) pâture environ 4 mois en saison estivale. Cet espace est composé de pelouses évoluant parfois vers des landes selon la pression pastorale exercée et les conditions abiotiques (exposition, nature du sol). L’étage alpin (au-delà de 2 300 m d’altitude) : formé de falaises, d’éboulis et de pelouses à végétation discontinue sur les crêtes exposées au vent
Une cartographie des habitats réalisée en 2003 a permis de définir la répartition des grands ensembles physionomiques sur la réserve : pelouses et landes (45 % de la surface de la réserve), falaises et éboulis (30 %), forêts (24 %), zones humides (0.7%). Une carte de la végétation a été réalisée en 2018, la méthode utilisée pour caractériser les groupements d'habitats découle de la nomenclature Natura 2000 et de la typologie phytosociologique.
Sur la réserve, 37 habitats d’intérêts communautaires dont 11 prioritaires (Pin à crochet, pelouse à Nard…) sont présents.

### Faune

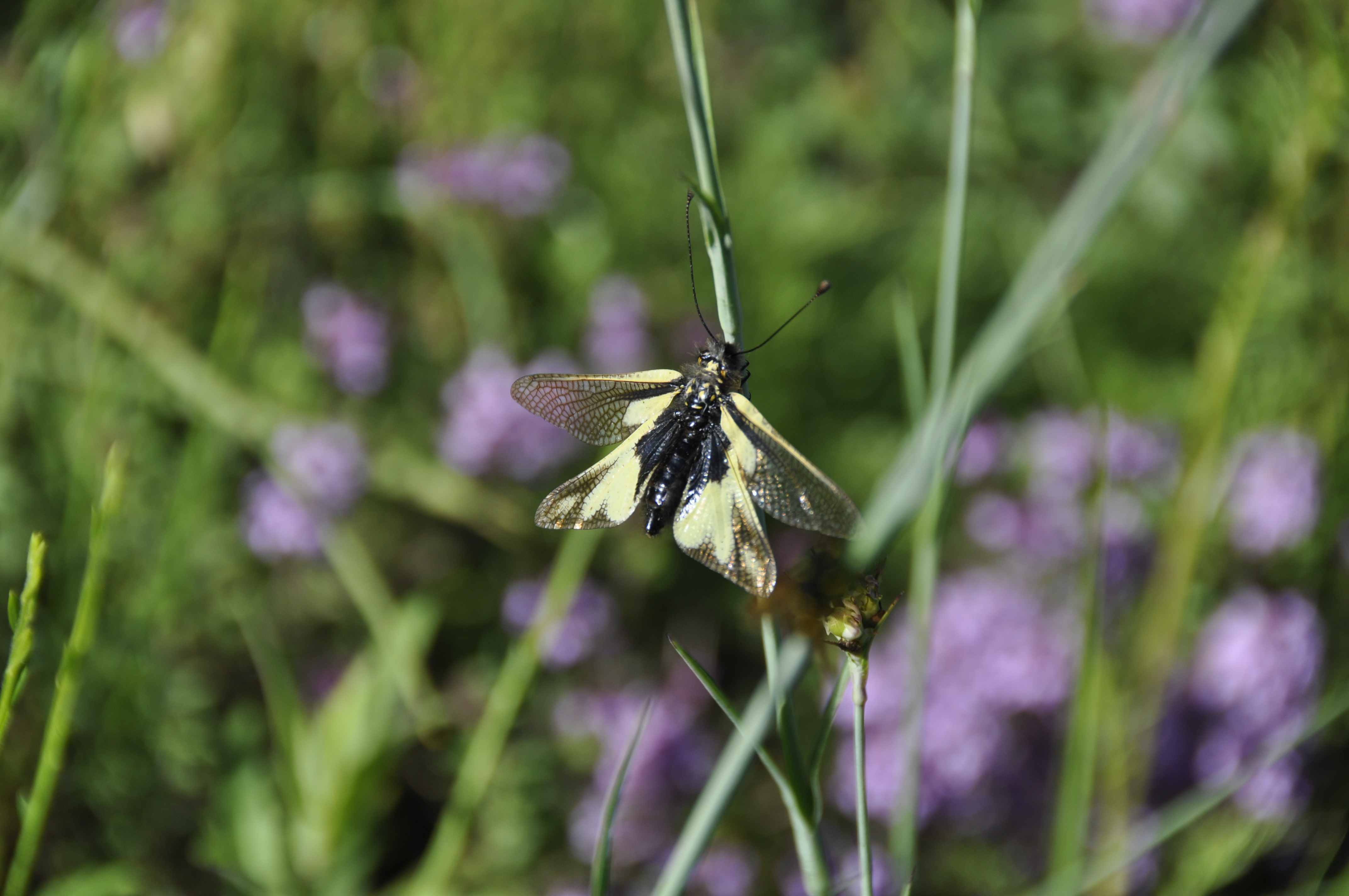
Ascalaphe souffré

Fondée à l’origine pour la protection du gibier de montagne, principalement pour l’Isard (Rupicapra pyrenaica pyrenaica) et le Grand tétras (Tetrao urogallus aquitanicus), la RNCFS d’Orlu abrite de nombreuses autres espèces animales caractéristiques des milieux montagnards.
Parmi les espèces présentes sur le territoire de la réserve, 13 sont concernées par un Plan national d’actions (PNA), aussi bien les mammifères (Desman des Pyrénées, Chiroptères, Ours brun, Loup gris), les oiseaux (Grand tétras, Gypaète barbu, Vautour fauve), que les insectes (Agrion de mercure, Azuré de la croisette) …
Confortés par le Grenelle de l’environnement et inclus dans la Stratégie nationale pour la biodiversité 2011-2020 (SNB), les PNA en faveur d’espèces menacées sont mis en œuvre par le ministère chargé de l’environnement. Ces PNA ont pour objectif de mener des actions concertées et nationales autour d’espèces ou de groupes d’espèces particulièrement menacées. Ces dispositifs interviennent en complément de la législation de la protection des espèces et du réseau Natura 2000 et sont déclinés à l’échelle régionale.
On relève également sur la réserve des espèces des d'irectives Habitats-faune-flore et Oiseaux, notamment le Lagopède alpin, la Perdrix grise de montagne, le Pic noir, le Merle à plastron ou encore l’Euprocte des Pyrénées.

### Flore
De nombreuses espèces sont rencontrées sur la réserve, dont certaines endémiques ou caractéristiques des Pyrénées : Lis des Pyrénées (Lilium pyrenaicum), Gentiane de Burser (Gentiana burserii), Liondent des Pyrénées (Leontodon pyrenaicus), Fritillaire noire (Fritillaria nigra), Astragale toujours verte (Astragale sempervirens), Orpin de Candolle (Sedum candollei). Plus de 15 espèces d’orchidées ont également été inventoriées.
À cela s’ajoutent des plantes protégées au niveau national ou régional tels que la Gagée jaune (Gagea lutea) ou encore le Rossolis à feuilles rondes (Drosera rotundifolia).

## Gestion de la réserve
À la suite de la Conférence des Nations unies sur la biodiversité (COP14), l’Union internationale pour la conservation de la nature annonce l’inscription de la Réserve d’Orlu, avec 9 autres sites, sur la liste verte des aires protégées,.

### Autres désignations
En 2006, la réserve est incluse dans un site Natura 2000 en tant que zone spéciale de conservation (Directive habitats, DOCOB 2006) et zone de protection spéciale (Directive Oiseaux, DOCOB 2010) en raison de la présence de 11 habitats d’intérêt communautaires prioritaires et d’espèces patrimoniale.
Intégrée au réseau Natura 2000 avec le massif du Donezan (situé plus à l’Est), la réserve est intégralement incluse dans une zone spéciale de conservation (directive habitats) et une zone de protection spéciale (directive oiseaux) dont l’Observatoire de la montagne est l’animateur local.

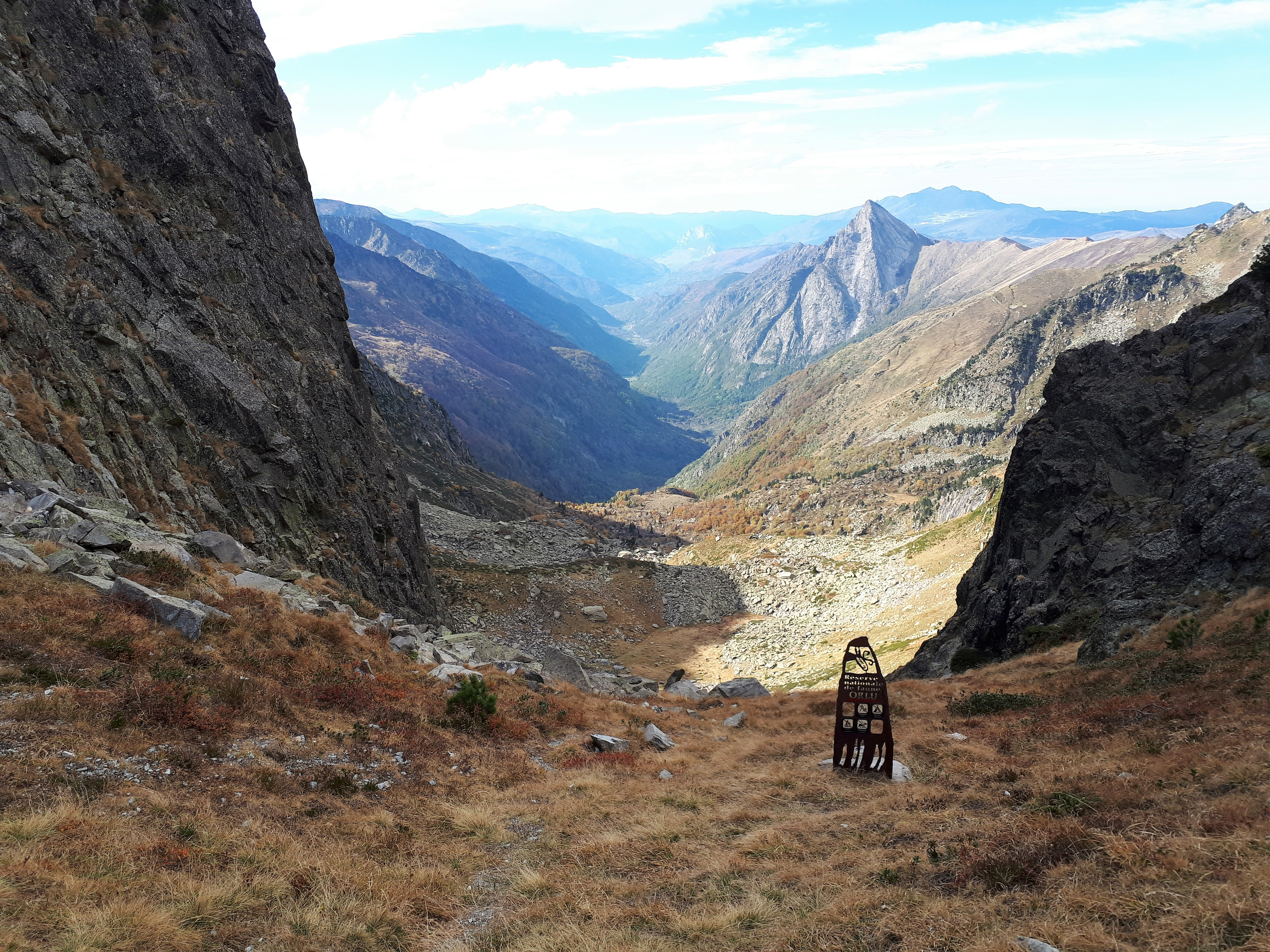
Vallée d'Orlu, et le dent d'Orlu (à droite)

Le territoire de la réserve constitue en lui-même une ZNIEFF de type 1 « Réserve Nationale d’Orlu 730012138 » en raison de la présence d’habitats et d’espèces spécifiques au milieu montagnard. Il fait également partie intégrante d’une ZNIEFF de type 2 « Vallée d’Orlu, d’Orgeix et massif de la dent d’Orlu 703312137 », un plus grand ensemble naturel riche en biodiversité et peu modifié.

### Réglementation
La Réserve d’Orlu est un espace protégé bénéficiant d’une réglementation particulière afin de préserver la faune sauvage et ses habitats. Elle permet la réalisation d’activités variées encadrées par une réglementation précise.
Cependant, malgré cette réglementation en faveur de la quiétude de la faune et de ses habitats, le nombre important de randonneurs peut engendrer un impact sur la préservation de ces derniers (érosion, sur-fréquentation…).[réf. nécessaire]
Tableau de la réglementation intérieure de la Réserve,
| Autorisé | Interdit |
| - l’exécution d’un plan de chasse et la destruction d’espèces susceptibles d’occasionner des dégâts conformément à la loi - les captures à des fins scientifiques ou pour repeuplement - les véhicules des personnes intervenant sur le site (Syndicat Forestier et Pastoral d’Orgeix-Orlu, ONCFS, ONF, secours, pastoraux…) - les chiens de bergers, les chiens de secours et les chiens de service utilisés sous le contrôle de l’OFB | - la chasse (sauf dans le cadre des tirs scientifiques et/ou de régulation soumis à un plan de chasse) - l’accès des véhicules à moteur (excepté ceux cités précédemment) - les chiens même tenus en laisse (excepté ceux cités précédemment) - le camping - la sortie des sentiers - l’utilisation d’appareils sonores - la cueillette des plantes protégées - le feu en dehors des places à feux autorisées - l'utilisation de drones sans autorisation |

### Objectifs
Le Plan de gestion RNCFS Orlu 2013-2027 précise 5 objectifs à long terme :
1 - « Contribuer à la recherche scientifique concernant les habitats et les espèces patrimoniales de montagne » : Ainsi plusieurs programmes sont mis en place : sur l’Isard, le Grand tétras et le Lagopède alpin, afin d’étudier les dynamiques de populations, l’utilisation de l’espace et des habitats, mettre au point des outils de suivi…
2 - « Améliorer la connaissance et assurer le suivi des espèces patrimoniales de montagne » : Pour répondre à cet objectif, différentes missions sont développées dont le suivi de la reproduction du Gypaète barbu et de l’Aigle royal, la participation aux Plans nationaux d’actions (PNA) Desman et Loutre, l’inventaire des Chiroptères, la veille sur les grands prédateurs (Ours et Loup), la recherche et suivi d’insectes patrimoniaux, l’inventaire et suivi avifaune, le suivi indiciaire Cerf et les tirs de régulation cerfs.
3 - « Conserver une mosaïque d’habitats favorables à la biodiversité des écosystèmes montagnards » avec le suivi du Lac du Gourg Gaudet (sentinelle du climat), le suivi de la dynamique d’une station de Cirses laineux, les projets éco-pastoraux.
4 - « Participer à l’accueil du public et à la formation des usagers du milieu montagnard » au travers d’un accueil du public, de formations (scolaires, étudiants et chasseurs), de la communication sur la gestion de la réserve (journaux, reportages, conférences), de la Journée Information Nature ou encore de l’étude sur la fréquentation de la réserve.
5 - « Intégrer la réserve dans son environnement et pérenniser son fonctionnement » : Cet objectif comprend la police et surveillance de la réserve, des projets étudiants.
Les Réserves nationales de chasse et de faune sauvage sont des espaces protégés classés soit en fonction des études scientifiques, techniques ou démonstrations pratiques qui y sont poursuivies, soit parce qu’elles abritent des espèces dont les effectifs sont en voie de diminution sur tout ou partie du territoire national ou des espèces présentant des qualités remarquables, soit en raison de leur étendue
Au sein de la réserve d’Orlu, les agents de l’OFB effectuent des missions de police contre le braconnage et veillent à l’application des lois et arrêtés. Par ailleurs, ils sensibilisent et informent les touristes de passage ainsi que les structures partenaires des actions qui sont menées sur ce territoire. En effet, la Réserve est un lieu d’études et d’expérimentation sur la faune sauvage.
De plus, ce site a historiquement servi pour des actions de repeuplement d'isards (plus de 200 isards originaire d'Orlu ont été lâchés sur différents massifs des Pyrénées) et de marmottes. La Réserve permet également de préserver certaines espèces aviaires : tels que le gypaète barbu, lagopède alpin, grand tétras, vautour fauve et aigle royal.

### Activités de recherches et de suivi d'espèces

#### L'étude de l'isard

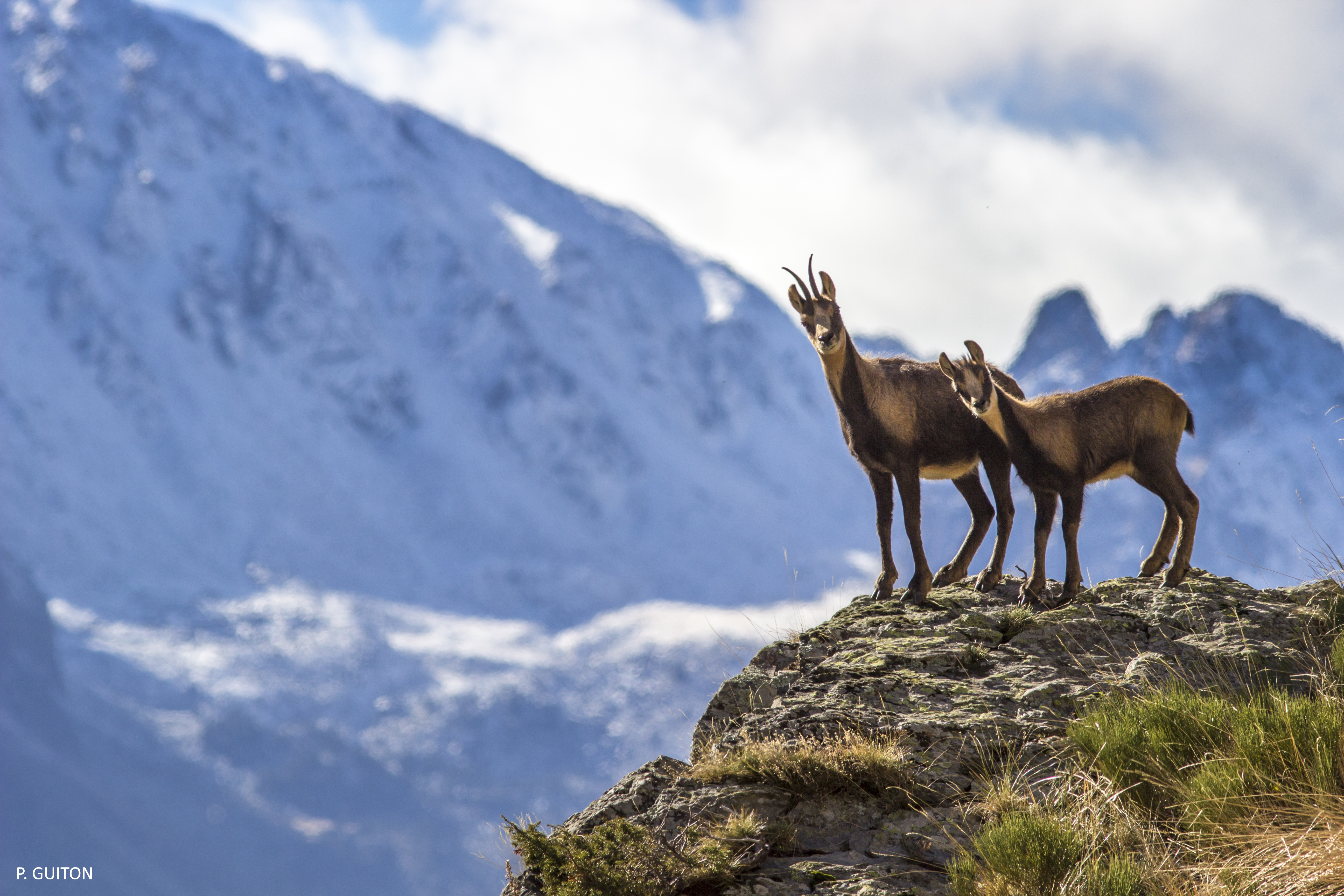
Isards - Réserve d'Orlu

Dans le monde, 24 sites bénéficient d’une renommée internationale pour le suivi des ongulés, 5 sites sont français. La RNCFS d'Orlu est l'un d'eux et l’isard est ici l’espèce modèle étudiée.
L'intérêt de ces sites d'étude est justement que la recherche scientifique s'y déroule sur une longue durée permettant ainsi d’acquérir assez de connaissances pour apprécier et prévenir les effets des changements globaux en cours (changement climatique, évolution des usages, pathologies…) sur la biodiversité. 992 isards ont été capturés depuis 1984, dont 234 ont servi à repeupler des territoires. Les animaux sont suivis individuellement par des colliers de marquage ou des GPS.
Les 4 axes de recherche poursuivis sur ce site, depuis 1984, concernent la dynamique des populations (mortalité, natalité, immigration...), la mise au point d'outils de suivi (suivi par marquage individuel, suivi par hélicoptère...), les études et les suivis sanitaires (prélèvement de sang et analyse …), l'utilisation de l'espace et des habitats (localisation périodique des animaux marqués, suivi GPS et comparaison avec la carte de végétation et les zones occupées par le bétail...)
Cette étude Isard, menée sur le long terme, a par exemple permis en 2020 de mieux connaître l’évolution du régime alimentaire de l’espèce depuis 1992 au sein de la réserve.

#### Grand tétras

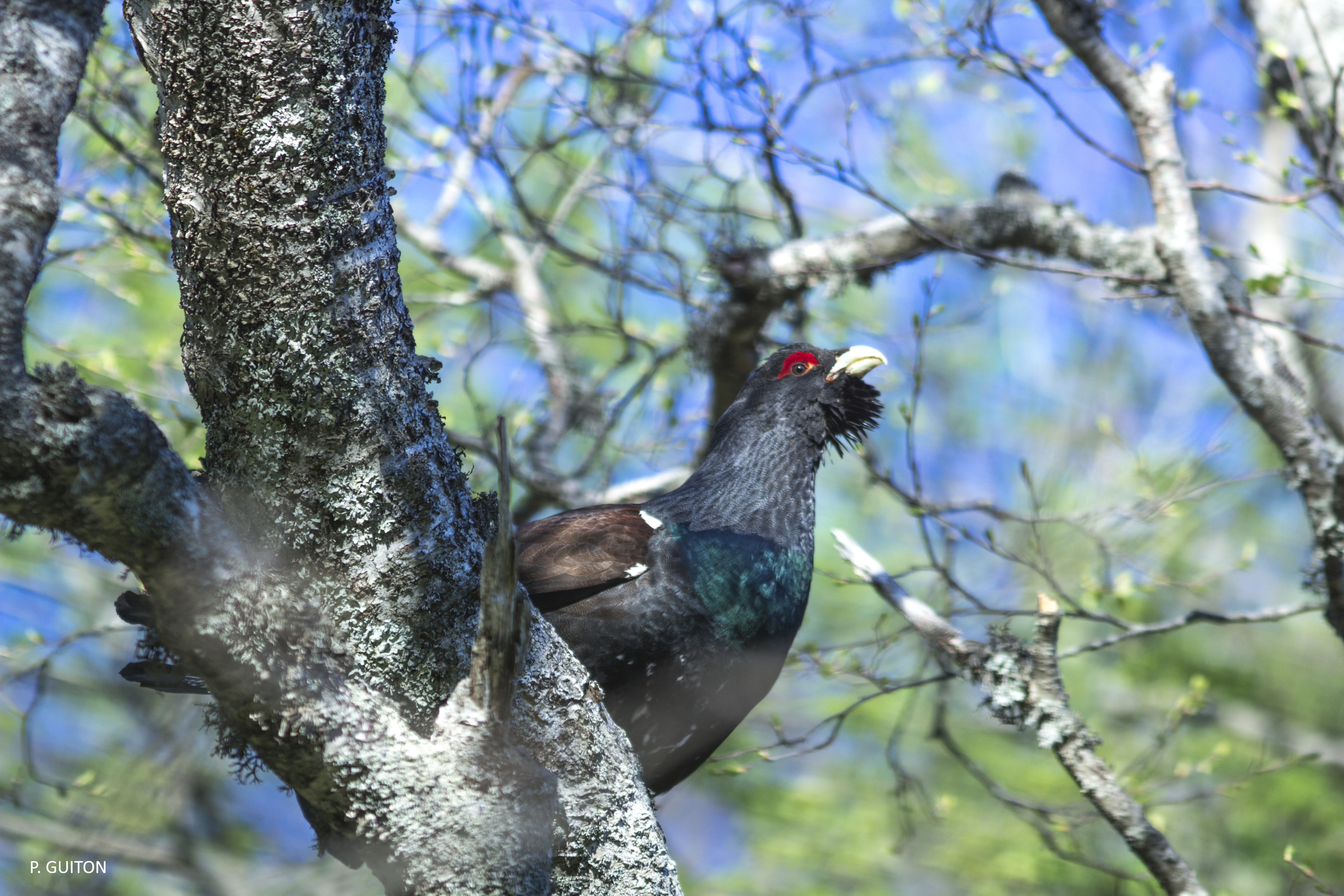
Grand tétras mâle - Réserve d'Orlu

La Réserve d’Orlu a débuté, à la fin des années 1990, une étude visant à améliorer la qualité de l’habitat du Grand tétras et à évaluer les bénéfices de cette gestion. Pendant plusieurs années, des travaux de réouverture de milieu dans les forêts de hêtres et de pins à crochets de la réserve ont été réalisés. De nombreux suivis de végétation et d’espèces (oiseaux, insectes) ont accompagné ces travaux afin d’estimer leur intérêt pour la biodiversité montagnarde.
L’avènement des nouvelles technologies a permis de relancer une nouvelle étape d’évaluation de ces travaux forestiers, grâce au soutien du programme pyrénéen transfrontalier HABIOS 2016-2020 : 4 nouveaux coqs ont été équipés de GPS au printemps 2021. Leurs données de localisation recueillies s'ajoutent à celles de 10 autres grands tétras équipés de balises GPS depuis 2017 dans la réserve d’Orlu. Les balises GPS de ces oiseaux donnent des résultats intéressants sur l’écologie de cette espèce et la manière dont les grands tétras occupent l’espace, notamment en période de reproduction et d’hivernage. A l’échelle pyrénéenne, en France et en Espagne, cette étude, visant également une meilleure évaluation des dérangements anthropiques touchant l’espèce, comptabilise une cinquantaine de grands tétras équipés de GPS sur ces 5 dernières années.

#### Autres suivis faunistiques réalisés

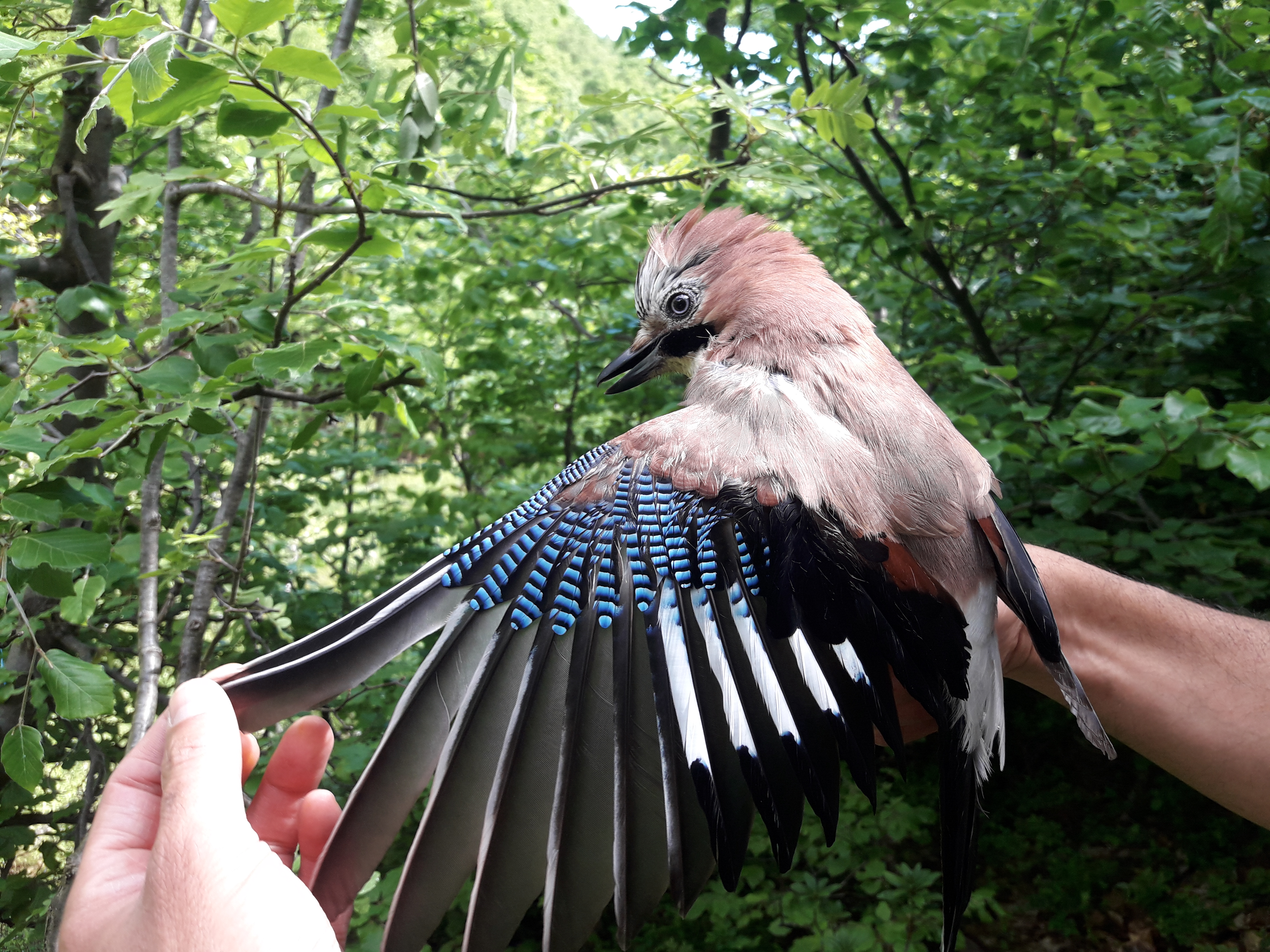
Geai des chênes - STOC Capture - Réserve d'Orlu

Des suivis d'espèces patrimoniales ou bio-indicatrices sont réalisés annuellement sur la réserve d'Orlu, il s'agit des passereaux à travers un suivi STOC (EPS et Capture), des papillons diurnes (rhopalocères) et des libellules (odonates), des grands rapaces et des grands carnivores.
Des inventaires plus ponctuels ont été réalisés en 2020 et 2021. Ils portent sur les chiroptères : 21 espèces ont été détectées sur la réserve, dont le Murin de Brandt - Myotis brandtii ou les 3 espèces d'oreillards (Plecotus auritus, P. austriacus, P. macrobullaris) ; les micromammifères et le desman des Pyrénées.
Des partenariats scientifiques sont mis en place sur la réserve avec le CNRS dans le cadre du programme de recherche des lacs sentinelles. Le lac de Gourg gaudet est équipé de capteurs qui mesurent différents paramètres physiques et chimiques. Ce suivi lacustre permet de mesurer les effets liés aux changements globaux.
Une étude est également réalisée sur le Calotriton des Pyrénées (Calotriton asper). Cet amphibien endémique des Pyrénées est étudié pour connaitre les interactions existantes avec les salmonidés.
Le programme éconect qui se développe avec le soutien de la zone atelier PYGAR a pour objet le suivi de populations de mésanges, d'abeilles et des milieux aquatiques grâce à la mise en place de capteurs connectés qui transmettent les informations écologiques en direct afin de comprendre l'évolution comportementale des espèces face aux changements climatiques.

## Les partenaires

### Gestion sylvicole
La gestion sylvicole est assurée par l'ONF. La majorité de la superficie forestière de la réserve est classée en forêt de protection depuis 1926, en vue de conserver la faune sauvage. De plus, sur la réserve, les parcelles sont classées en « série d’intérêt écologique particulier », induisant une exploitation forestière relativement faible, limitée au droit d’affouage en bas de vallée pour le chauffage des habitants d'Orlu.

### Pastoralisme
Le SIFPOO loue les 4 estives et les cabanes pastorales de la réserve au Groupement pastoral d'Orlu. Ces estives bovines, ovines ou mixtes (ovins, équins…) sont ainsi occupées chaque année en période estivale.

### Tourisme et loisirs
La commune d’Orlu, située en aval de la réserve, bénéficie de l’existence de la RNCFS en matière de développement du tourisme durable. En effet, l’attrait touristique que la réserve génère a permis à des structures touristiques de s’implanter et de créer de nouvelles activités. C’est le cas notamment de l’Observatoire de la Montagne avec qui l’OFB a développé un étroit partenariat en relation avec la réserve. D’autres structures touristiques ont profité de cette dynamique comme la Maison des loups et l’Akro’branche notamment.
De plus, à moins de 10 km d’Orlu, la ville d’Ax-les-Thermes regroupe plusieurs commerces et services de proximité et représente un pôle touristique important (thermalisme, sports d’hiver et tourisme estival).
La réserve en elle-même est un espace relativement bien fréquenté par les touristes, notamment en période estivale, 20000 à 23000 personnes estimées par an. Il s’agit d’un tourisme essentiellement familial et fortement concentré sur les sentiers existants, notamment le GR 7 qui traverse la réserve sur tout son long. En effet, la randonnée est très prisée dans la réserve. Il existe différents tracés balisés : le GR 7, le tour de la vallée d’Ax ainsi que des sentiers de petites randonnées.
Un refuge de haute-montagne (refuge d’En Beys) installé au cœur de la réserve permet d’accueillir jusqu’à 60 personnes par nuitée. Il est l’un des plus fréquentés de la chaîne des Pyrénées.
L’Observatoire de la montagne, et depuis 2010, la Maison de la Réserve d’Orlu, située aux Forges d’Orlu à l’entrée de la RNCFS, joue un rôle de développement écotouristique de la réserve et de valorisation (sorties thématiques sur le patrimoine naturel et les activités de recherches scientifiques de la réserve).

### Activité hydro-électrique
EDF gère le réseau d’aménagements hydroélectriques (captages, conduites, barrages) construit sur la réserve et produit de l’électricité grâce aux turbines de l’usine des Forges d’Orlu.